# Karatchev
Karatchev (en russe : Карачев) est une ville de l'oblast de Briansk, en Russie, et le centre administratif du raïon de Karatchev. Sa population s'élevait à 17 169 habitants en 2020.

## Géographie
Karatchev est située à 41 km — 47 km par la route — à l'est de Briansk, à 75 km — 83 km par la route — à l'ouest d'Orel et à 338 km au sud-ouest de Moscou.

## Histoire
Karatchev est mentionné pour la première fois dans des chroniques en 1146. Elle est le centre de la principauté de Karatchev en 1246, avant de passer sous la domination de la Lituanie, à partir de 1396, puis de Moscou en 1503. Elle est détruite par les Polonais, lors de l'intervention polono-lituanienne du début du XVIIe siècle et à nouveau saccagée par les Tatars de Crimée en 1662. Au XVIIIe siècle, Karatchev a une certaine importance commerciale. En 1868, une gare ferroviaire y est ouverte. Pendant la Seconde Guerre mondiale, Karatchev est occupée par l'Allemagne nazie du 6 octobre 1941 au 15 août 1943. Libérée par le front de Briansk de l'Armée rouge, lors de l'opération d'Orel, la ville est presque entièrement détruite et a perdu son patrimoine architectural ancien.

## Population
Recensements ou estimations de la population :
| 1809  | 1856  | 1897*  | 1926*  | 1939*  | 1959*  | 1970*  |
| ----- | ----- | ------ | ------ | ------ | ------ | ------ |
| 4 000 | 9 900 | 15 493 | 11 908 | 17 900 | 11 209 | 15 972 |

| 1979*  | 1989*  | 2002*  | 2010*  | 2013   | 2014   | 2015   |
| ------ | ------ | ------ | ------ | ------ | ------ | ------ |
| 19 743 | 22 446 | 20 175 | 19 715 | 19 094 | 18 668 | 18 392 |

| 2016   | 2017   | 2018   | 2019   | 2020   | - | - |
| ------ | ------ | ------ | ------ | ------ | - | - |
| 18 175 | 17 981 | 17 716 | 17 466 | 17 169 | - | - |

## Économie
L'économie de Karatchev repose sur les entreprises
- Elektrodetal (Электродеталь) : connecteurs électriques
- Métallist (Металлист)
- Silouet (Силуэт) : pantalons en drap et en laine pour hommes, blousons doublés contre le froid, moufles, etc.
- combinat Interior (Интерьер)

et l'industrie agroalimentaire.

## Personnalités liées à la ville
- Vladimir Chimkevitch (1858-1923), zoologiste né à Karatchev.
- Willi Boeckmann (1910-1943) homme politique mort à Karatchev.